# Eucalyptus crebra
Eucalyptus crebra ist eine Pflanzenart innerhalb der Familie der Myrtengewächse (Myrtaceae). Sie kommt im östlichen Drittel von New South Wales und Queensland vor und wird dort „Grey Ironbark“, „Narrow-leaved Ironbark“, „Narrow-leaved Red Ironbark“ oder „Red Ironbark“ genannt.

## Beschreibung

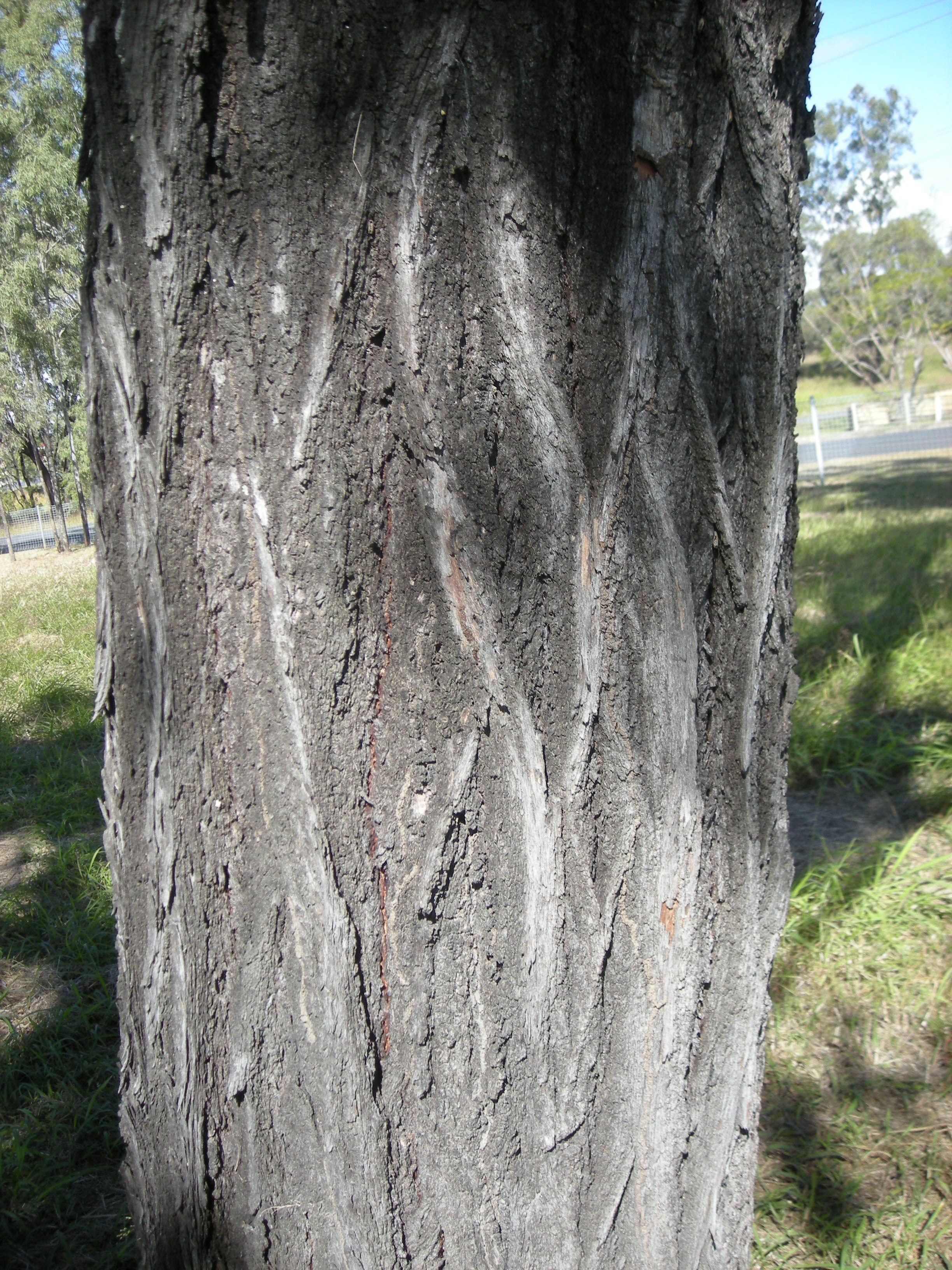
Stamm und Borke

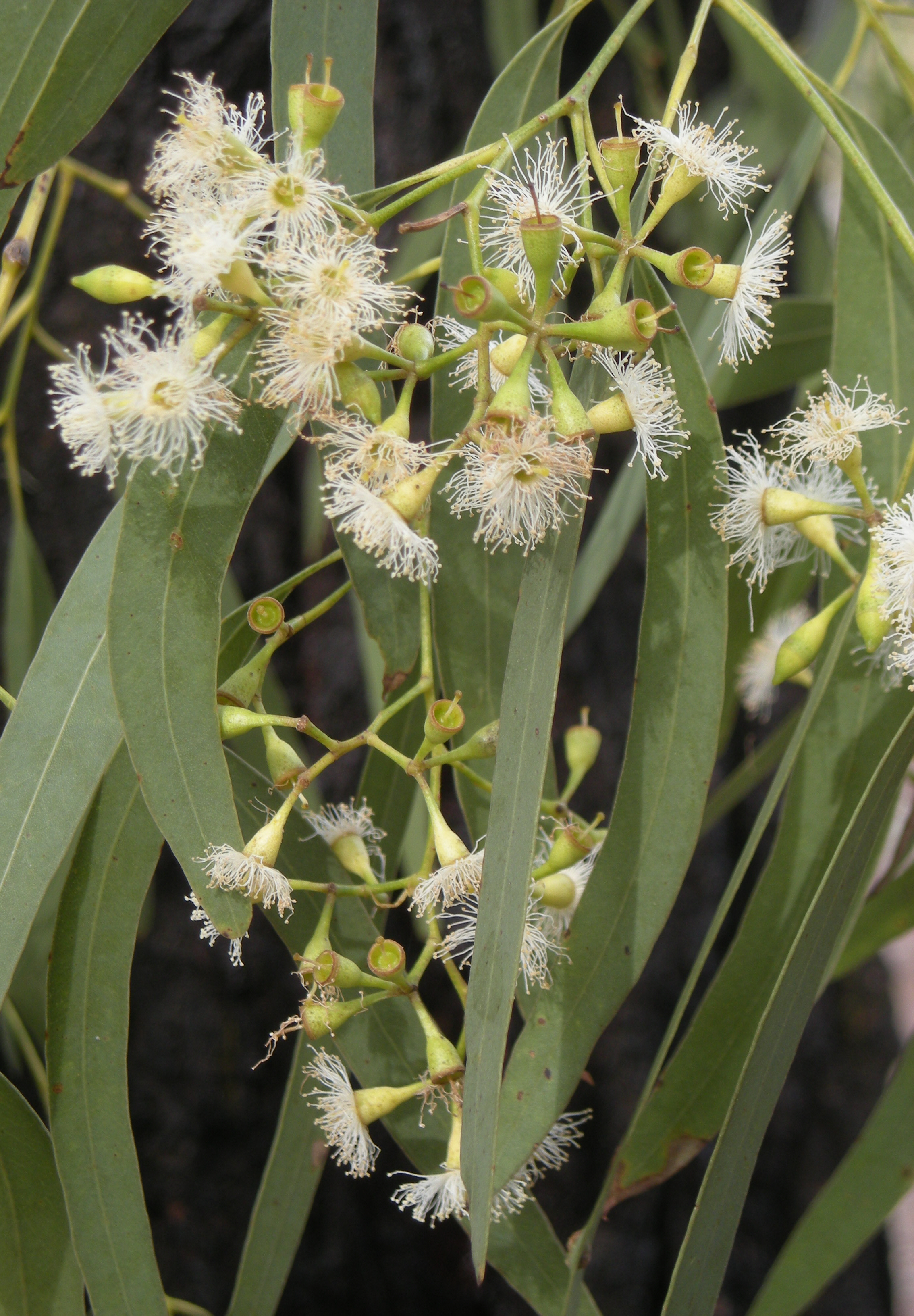
Laubblätter und Blütenstände

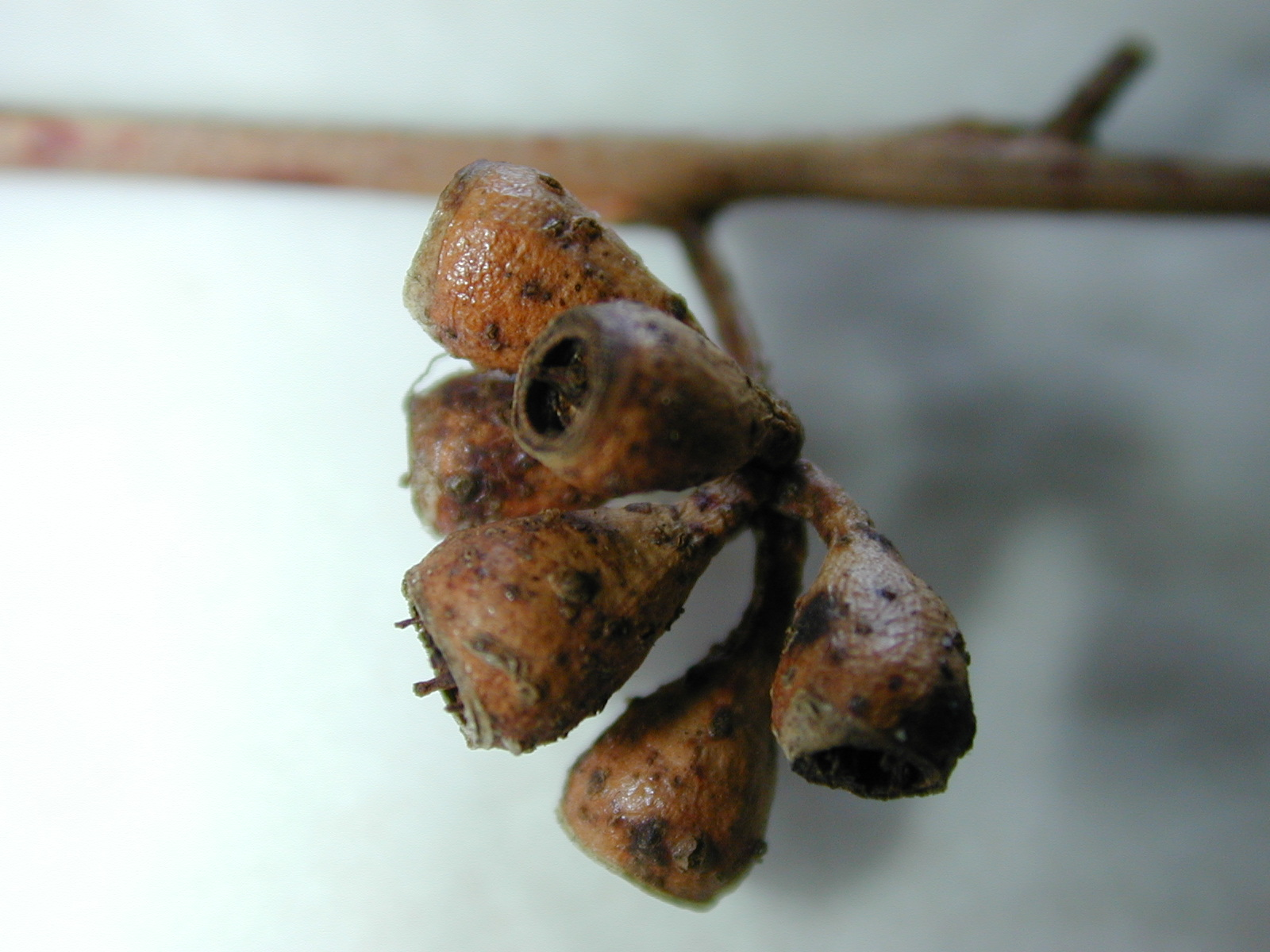
Teilfruchtstand eines zusammengesetzten Fruchtstandes

### Erscheinungsbild und Blatt
Eucalyptus crebra wächst als Baum, der Wuchshöhen von bis zu 35 Meter erreicht. Die Borke verbleibt am gesamten Baum, ist grau-schwarz und längs geschrundet. Die Rinde der kleinen Zweige ist grün. Weder im Mark der jungen Zweige noch in der Borke gibt es Öldrüsen. Der Stammdurchmesser erreicht über 1 Meter.
Bei Eucalyptus crebra liegt Heterophyllie vor. Die Laubblätter sind stets in Blattstiel und -spreite gegliedert. Die auf Ober- und Unterseite leicht verschiedenfarbig grüne bis grau-grüne Blattspreite an Sämlingen ist bei einer Länge von 5 bis 12,5 cm und einer Breite von 0,4 bis 2,5 cm linealisch, schmal-lanzettlich, lanzettlich oder breit-lanzettlich. An jungen Exemplaren ist die auf Ober und Unterseite gleichfarbig matt grüne bis grau-grüne Blattspreite bei einer Länge von 7 bis 12,5 cm und einer Breite von 0,7 bis 2,8 cm linealisch, schmal-lanzettlich, lanzettlich oder breit-lanzettlich. An mittelalten Exemplaren ist die Blattspreite bei einer Länge von 10 bis 17,5 cm und einer Breite von 1,2 bis 2,8 cm linealisch bis schmal-lanzettlich, gerade, ganzrandig und matt grau-grün. Die Blattstiele an erwachsenen Exemplaren sind bei einer Länge von 10 bis 15 mm schmal abgeflacht oder kanalförmig. Die auf Ober und Unterseite gleichfarbig matt grüne oder grau-grüne Blattspreiten an erwachsenen Exemplaren ist bei einer Länge von 6,5 bis 16 cm und einer Breite von 0,7 bis 1,7 cm lanzettlich, relativ dick, sichelförmig gebogen, verjüngt sich zur Spreitenbasis hin und ihr oberes Ende kann spitz oder zugespitzt sein. Die Seitennerven können kaum sichtbar oder erhaben sein und gehen in engen Abständen in einem spitzen Winkel vom Mittelnerv ab. Die Keimblätter (Kotyledone) sind verkehrt-nierenförmig.

### Blütenstand und Blüte
End- oder seitenständig an einem 4 bis 12 mm langen und im Querschnitt stielrunden oder kantigen Blütenstandsschaft stehen in zusammengesetzten Gesamtblütenständen etwa sieben- bis elfblütige Teilblütenstände. Die Blütenstiele sind 1 bis 6 mm lang und stielrund oder kantig. Die nicht blaugrün bemehlten oder bereiften Blütenknospen sind bei einer Länge von 3 bis 6 mm und einem Durchmesser von 2 bis 4 mm ei-, keulen-, kurz spindel- oder diamantenförmig. Die Kelchblätter bilden eine Calyptra, die früh abfällt. Die glatte Calyptra ist halbkugelig oder konisch, oft bespitzt, so lang oder doppelt so lang wie der glatte Blütenbecher (Hypanthium) und ebenso breit wie dieser. Die Blüten sind weiß oder cremeweiß. Die Blütezeit reicht von Mai bis Januar.

### Frucht und Samen
Die gestielte Frucht ist bei einer Länge von 3 bis 7 mm und einem Durchmesser von 3 bis 6 mm halbkugelig, eiförmig, zylindrisch oder kniescheibenförmig und drei- bis vierfächrig. Der Diskus ist flach oder eingedrückt, die Fruchtfächer sind eingeschlossen oder auf der Höhe des Randes.
Der grau-braune Samen ist eiförmig oder zusammengedrückt eiförmig. Das Hilum ist mittig.

## Vorkommen
Das natürliche Verbreitungsgebiet von Eucalyptus crebra ist das östliche Drittel von New South Wales und Queensland, von Picton im Süden bis zum Kap York im Norden.
Eucalyptus crebra kommt weitverbreitet und häufig in grasigem, lichten oder auch dichten Hartlaubwald auf mäßig fruchtbaren, flachen oder sandigen Böden vor.

## Systematik
Die Erstbeschreibung von Eucalyptus crebra erfolgte 1859 durch Ferdinand von Mueller unter dem Titel Monograph of the Eucalypti of tropical Australia im Journal of the Proceedings of the Linnean Society, Botany, Volume 3, S. 87. Das Typusmaterial weist die Beschriftung „A montibus Newcastle-Range usque ad sinum Moreton Bay tam in solo fertiliore quam steriliore praceipue autem montano vel collino sylvas vastas apertas constituens. Anth. aestate.“ auf. Das Artepitheton crebra ist vom lateinischen Wort „creber“ für häufig abgeleitet und bezieht sich vermutlich auf die Häufigkeit in einigen Vorkommen dieser Eukalyptusart. Synonyme von Eucalyptus crebra F.Muell. ist Eucalyptus crebra var. macrocarpa Domin, Eucalyptus racemosa var. macrocarpa (Domin) Blakely, Eucalyptus elegans A.R.Bean, Eucalyptus drepanophylla F.Muell. ex Benth., Eucalyptus xanthoclada Brooker & A.R.Bean und Metrosideros salicifolia Sol. ex Gaertn.
Es gibt eine Reihe von natürlichen Hybriden von Eucalyptus crebra beispielsweise mit: Eucalyptus brownii, Eucalyptus caleyi subsp. caleyi, Eucalyptus coolabah, Eucalyptus decorticans, Eucalyptus fibrosa subsp. fibrosa, Eucalyptus fibrosa subsp. nubila, Eucalyptus melanophloia, Eucalyptus microcarpa, Eucalyptus moluccana, Eucalyptus orgadophila, Eucalyptus shirleyi, Eucalyptus thozetiana.

## Nutzung
Das Kernholz von Eucalyptus crebra ist rotbraun bis dunkelrot und extrem beständig. Es besitzt ein spezifisches Gewicht von 890–1200 kg/m³. Das Holz von Eucalyptus crebra wird als schweres Bauholz zur Herstellung von Pfählen, Eisenbahnschwellen, Querstreben und Böden eingesetzt.
Eucalyptus crebra dient als Schattenspender und Alleebaum. Sie wird auch kultiviert. Auch für die Honigherstellung ist Eucalyptus crebra wichtig, da die Blüten sehr viel Nektar und Pollen enthalten.